# Mens & Cultuur Uitgevers
Mens & Cultuur Uitgevers is een relatief kleine Vlaams uitgeverij van boeken uit Gent.

## Historiek
Stichting Mens en Kultuur bvba (SMK) werd opgericht in 1989 door historicus Arnold Eloy (Veurne, 1948 - Gent, 2022) i.s.m. Gustaaf Janssens (Antwerpen 1922-1996). In 2003 werd het handelsfonds overgenomen door Mens & Cultuur Uitgevers nv (M&CU), eveneens geleid door Arnold Eloy.
Mens & Cultuur is een kleine, onafhankelijke uitgeverij met als voornaamste  aandachtsgebieden: erfgoed, cultuurgeschiedenis, geschiedenis, maatschappij, psychologie, spiritualiteit, religie, esoterie, natuur, ecologie, gezondheid, kunst.  